# Gardiner Expressway
Pour les articles homonymes, voir Gardiner.
Frederick G. Gardiner Expressway, généralement nommée « The Gardiner » ou traduction littérale : « La voie express Frederick G. Gardiner » par ses riverains, est une voie autoroutière reliant le centre-ville de Toronto, au Canada, à sa banlieue Ouest. Longeant les rives du lac Ontario, elle s'étend de l'échangeur reliant l'autoroute 427 et la Queen Elizabeth Way à l'Ouest à sa jonction avec la Don Valley Parkway à l'Est, située à l'embouchure de la Don River. Sur une partie de son parcours, à l'Est de Dufferin Street, l'autoroute est surélevée et surplombe Lake Shore Boulevard.
Cette voie est nommée en hommage à l'homme politique canadien Frederick Goldwin Gardiner (en), premier président du gouvernement de la municipalité de Toronto.

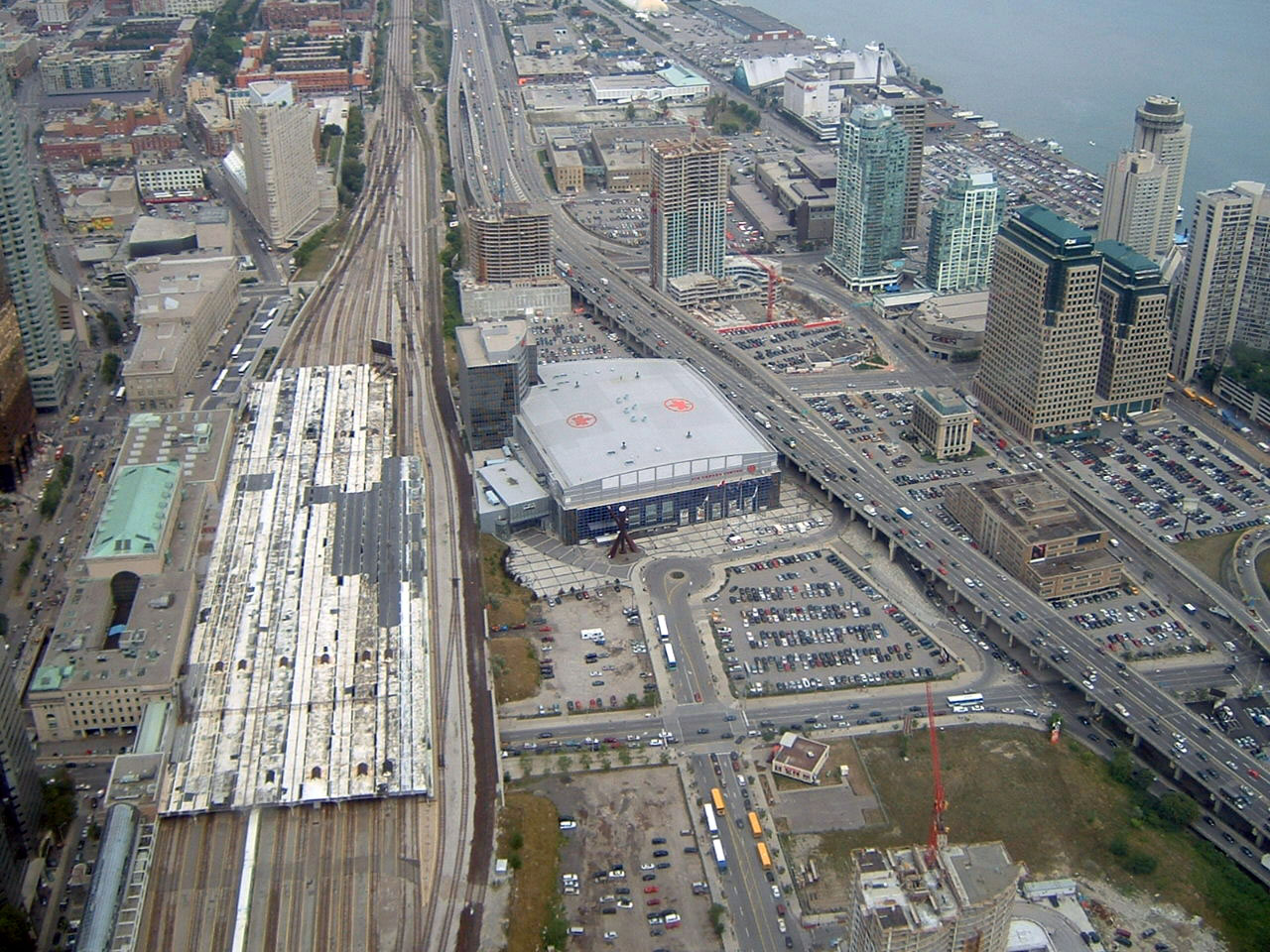
Vue de la Gardiner Expressway de la Tour CN. À la gauche, on voit la Gare Union de Toronto, et au centre, le Centre Air Canada, et à la droite, le Centre Harbourfront.